# Tennistoernooi van Rome 2005
|                                     |  |                                          |
| Rafael Nadal, winnaar bij de mannen |  | Amélie Mauresmo, winnares bij de vrouwen |

Het tennistoernooi van Rome van 2005 werd van 2 tot en met 15 mei 2005 gespeeld op de gravelbanen van het Foro Italico in de Italiaanse hoofdstad Rome. De officiële naam van het toernooi was Telecom Italia Masters Roma.
Het tennistoernooi van Rome trok 101.658 toeschouwers.
Het toernooi bestond uit twee delen:
- ATP-toernooi van Rome 2005, het toernooi voor de mannen, van 2 tot en met 8 mei
- WTA-toernooi van Rome 2005, het toernooi voor de vrouwen, van 9 tot en met 15 mei

ATP-toernooi van Rome – WTA-toernooi van Rome

1990 · 1991 · 1992 · 1993 · 1994 · 1995 · 1996 · 1997 · 1998 · 1999 · 2000 · 2001 · 2002 · 2003 · 2004 · 2005 · 2006 · 2007 · 2008 · 2009 · 2010 · 2011 · 2012 · 2013 · 2014 · 2015 · 2016 · 2017 · 2018 · 2019 · 2020 · 2021 · 2022 · 2023 · 2024